# Hà Tây

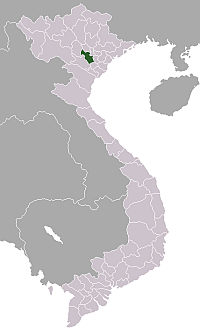
Lage von Hà Tây in Vietnam bis zum 1. August 2008

Hà Tây war eine Provinz im Norden Vietnams. Seit dem 1. August 2008 wurde die gesamte Provinz in die Hauptstadt Hanoi eingegliedert.

## Geographie
Hà Tây war eine der 64 Provinzen von Việt Nam und liegt nordwestlich von Hà Nội im Delta des Roten Flusses und grenzt an die Provinzen Hưng Yên, Hà Nam, Hòa Bình und Phú Thọ. Der Rote Fluss mit den weitläufig angelegten Reis- und Gemüsefeldern, den Deichen und Brücken sowie die für die Region typischen, schroffen Kalksteinberge prägen die Landschaft. Die Provinz ist 2.192,1 km² groß. Der höchste Berg (1296 m) der Provinz Hà Tây liegt in der Nähe von Ba Vì.
In Hà Tây wohnten ungefähr 2.500.000 Menschen, von denen 99 % den Kinh (oder Viet, der größten Bevölkerungsgruppe in Việt Nam) angehören und 1 % den Mương. Die Provinzhauptstadt hieß Hà Đông.

## Administrative Unterteilung
Die Provinz Hà Tây bestand aus den zwei Provinzstädten (thành phố trực thuộc tỉnh) Hà Đông und Sơn Tây sowie zwölf Landkreisen (huyện):.
- Ba Vì
- Chương Mỹ
- Đan Phượng
- Hoài Đức
- Mỹ Đức
- Phú Xuyên
- Phúc Thọ
- Quốc Oai
- Thạch Thất
- Thanh Oai
- Thường Tín
- Ứng Hòa